# The Future of Earthly Delites
The Future of Earthly Delites é o título da primeira turnê nacional da banda australiana Savage Garden, realizada em 1998. Em sua temporada norte-americana, ela recebeu o nome de To The Moon And Back Tour.
O nome também foi dado à primeira coletânea de remixes de sucessos da banda, lançada no mesmo ano.

## Shows
A turnê teve início em janeiro de 1998, na cidade de Brisbane, na Austrália. Na ocasião, um single promocional da música "All Around Me" foi lançado nas rádios, e distribuído em CD na compra de ingressos. 
O giro nacional teve shows nas principais cidades australianas. Imagens das apresentações foram, posteriormente, utilizadas nas versões internacionais dos clipes de "Break Me Shake Me" e "Tears of Pearls" da banda. 
O set list das apresentações incluiu uma versão da música "One Of Us" da cantora norte-americana Joan Osborne, além de alguns lados B dos singles da dupla.

## Álbum de Remixes
Em abril de 1998, foi lançada uma coletânea de remixes da banda, com o nome de The Future of Earthly Delites. A compilação trouxe remixagens das faixas do álbum de estreia Savage Garden, sendo lançada em CD duplo, junto com o mesmo. 
Interessantemente, a coletânea não incluiu o remix da faixa "Universe" intitulado "Future of Earthly Delites Mix", que foi lançado no single australiano, no ano anterior.

### Faixas
CD 1 Savage Garden (álbum)
CD 2 The Future of Earthly Delites
1. "I Want You" (Xenomania Funky Mix) – 4:34
2. "Break Me Shake Me" (Broken Mix) – 4:18
3. "Santa Monica" (Bittersweet Mix) – 5:00
4. "Tears of Pearls" (Tears on the Dancefloor Mix) – 5:24
5. "Carry on Dancing" (Ultra Violet Mix) – 6:46
6. "All Around Me" (Hardcore Catwalk Mix) – 5:18
7. "I Want You" (Getmeouttathisclubmix) – 4:35
8. "I Want You" (Xenomania 12" Club Mix) – 7:02
9. "To the Moon and Back" (Hani's Num Club Mix) – 9:18
10. "To the Moon and Back" (Hani's Num Dub Mix) – 5:15
11. "To the Moon and Back" (A Journey Through Space and Time Mix) – 4:39